# Muskot
Äkta muskotträd (Myristica fragrans) är ett träd av muskotsläktet inom magnoliaordningen. Det odlas för sin användning av tillverkning av två kryddor: muskotnöt (av det nötliknande fröet) och muskot (av "muskotblomma", fröhyllet som omger fröet). Kryddan muskot kan även tillverkas utifrån andra arter i muskotsläktet.

## Beskrivning
Muskotträdet har mörkgröna läderartade ovala blad och små, i klasar sittande, gula blommor. 
Träden blir 6–18 meter höga.
När frukten är fullmogen spricker den upp i två delar, och släpper ut ett nötliknande frö, omgivet av ett mycket flikigt mörkorange fröhylle, som kallas muskotblomma.

## Habitat
Muskotträdets hemland är Bandaöarna bland Moluckerna (tidigare kallat Kryddöarna) i Indonesien. Ursprungliga bestånd ingår i skogar i låglandet.
Muskot odlas numera på flera håll i Sydamerika och i Västindien. I Västindien, främst på Grenada, är dess frön tillsammans med bananer och kakao viktiga exportvaror.

## Traditionell användning
Under 1600-talet härjade pesten i Europa, och muskotnöten ansågs vara det enda säkra botemedlet mot denna sjukdom. Detta bidrog till att muskoten snabbt blev en eftertraktad importvara.
Det äkta muskotträdet är främst känt för sin användning som krydda, dels i form av muskotnötter, dels i form av muskotblomma. Dessa hämtas dock ibland även från andra arter av släktet Myristica, och i USA har bland annat frukter från den i Brasilien förekommande Cryptocarya moschata sålts som muskotnötter.
I matlagning är muskot en mild men starkt aromatisk krydda, som används i små doser.
Muskotnöt kan rivas direkt över den maträtt som ska kryddas eller användas som malen. Muskot förekommer som krydda i olika potatisrätter såsom potatismos och stuvad potatis. Den används även till stuvade makaroner, ägg- och osträtter, grönsaker, kokt eller stuvad vitkål eller blomkål och spenat. Béchamelsås kan smaksättas med muskot. Muskotnöt är också en vanlig smaksättning i korvar.
Kryddan muskot (tillverkad av fröhyllet) har en mer subtil och bitter smak än muskotnöten. Den används bland annat till ljusa såser, och för smaksättning av fiskrätter, till exempel fiskbullar, och är en viktig krydda i norska fiskekaker.

## Industriell användning
Muskotnöten innehåller 25–40% fett, och kan destilleras för utvinning av eterisk muskotolja, som används vid beredning av parfymer, speciellt för "kryddning" av lavendeldofter. Eterisk muskotolja används även som smakämne i vissa läkemedel och i tandkräm.
Muskotnöten kan pressas mekaniskt för utvinning av muskotsmör, som kan användas som ersättning för kakaosmör, och som smörjmedel.

### Muskotsmör
Muskotsmör är i rumstemperatur fast och talgartat med behaglig doft och smak. Dess smältpunkt är mellan 35–55°C. Färgen kan variera mellan gult, gulbrunt och rödbrunt.
Innehåll
- Glycerinmyristinat 40–50%
- Eterisk olja 4–12%, gulbrun eller rödbrun färg

Framställs genom varmpressning eller extrahering av muskotsmör. Varmpressad eterisk olja får CAS-nummer 8007-12-3; extraherad får CAS-nummer 9008-45-5. Dess INCI-namn är Myristica fragrans kernel oil. Den olja som extraherats med lösningsmedel har trivialnamnet Muskot concrète.
- Förestrad palmitinsyra och oljesyra samt fri myristinsyra

Användning
Muskotsmör ingick 1699 i medicinaltaxan och var officinell i svenska farmakopén 1775–1869.
Muskotsmör kan användas som salva mot huvudvärk och för ökad hårväxt.
Eterisk olja används som massageolja mot reumatism.
Muskot concrète används i parfymer, speciellt för att "krydda" lavendeldofter.

### Muskotblomolja
Muskotblomolja framställes genom destillation av muskotblomma. Traditionell benämning Oleum myristicae och Aetherleuum mysticicae.
CAS-nummer 84082-68-8.
Oljan är klar och färglös eller ljusgul/ljusgrön. Med tiden tjocknar den och mörknar, särskilt vid kontakt med luft, då oljan oxideras. Gammal olja luktar terpentin.
Innehåller de giftiga ämnena elemicin, myristicin och safrol; tillsammans 15% av oljan. Proportionerna mellan dem varierar.
Kokpunkt 165°C. Specifik vikt 0,88–0,91.
Olöslig i vatten, löslig i 90% etanol, i vegetabiliska oljor och i paraffin.
Eterisk fröolja har reducerad halt av terpener (cymen, fellandren, kamfen, DL-limonen (dipenten), myrcen, pinen, sabinen, terpinen).
Specifika vikten är något högre än för oreducerad olja, löslig redan i 80% etanol. Doften är 6–8 ggr starkare än för oreducerad olja.

### Muskotresinoid
Erhålls genom destillation av kärnan, först med bensen, destillatet sedan med etanol. Det slutliga destillatet kallas hartsolja. Denna avdunstar långsamt, d.v.s. doften kvarstannar länge. Doften är helt olik doften av eterisk olja.

## Hälsoeffekter
Muskot innehåller det amfetaminliknande ämnet myristicin, som i stora mängder kan ge förgiftningssymptom och vara livshotande. I augusti 2008 drogs ett nummer av tidningen Matmagasinet tillbaka på grund av att ett kakrecept felaktigt angivit 20 muskotnötter i stället för 2 kryddmått. Fyra personer som ätit en sådan kaka drabbades av yrsel och huvudvärk. I maj 2010 fick fyra ungdomar föras till sjukhus för intensivvård efter att ha berusat sig med muskot.
Trots ordet nöt i namnet är muskotnöten botaniskt sett ingen nöt, och den orsakar därmed inte besvär på grund av nötallergi. Däremot kan personer av andra orsaker vara överkänsliga mot muskot[nöt], kokosnöt, jordnöt och pinjenöt; ingen av dessa är botaniskt sett en nöt.

## Hot
Det saknas information angående den ursprungliga populationens storlek och möjliga hot. IUCN listar arten med kunskapsbrist (DD).

## Bilder

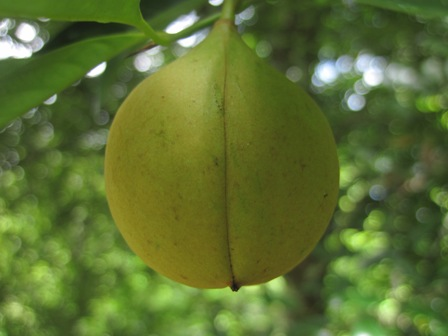
Muskotfrukt innan den spruckit upp.
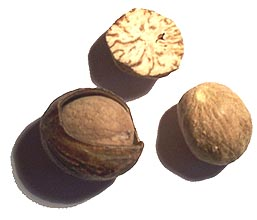
Muskotnötter.
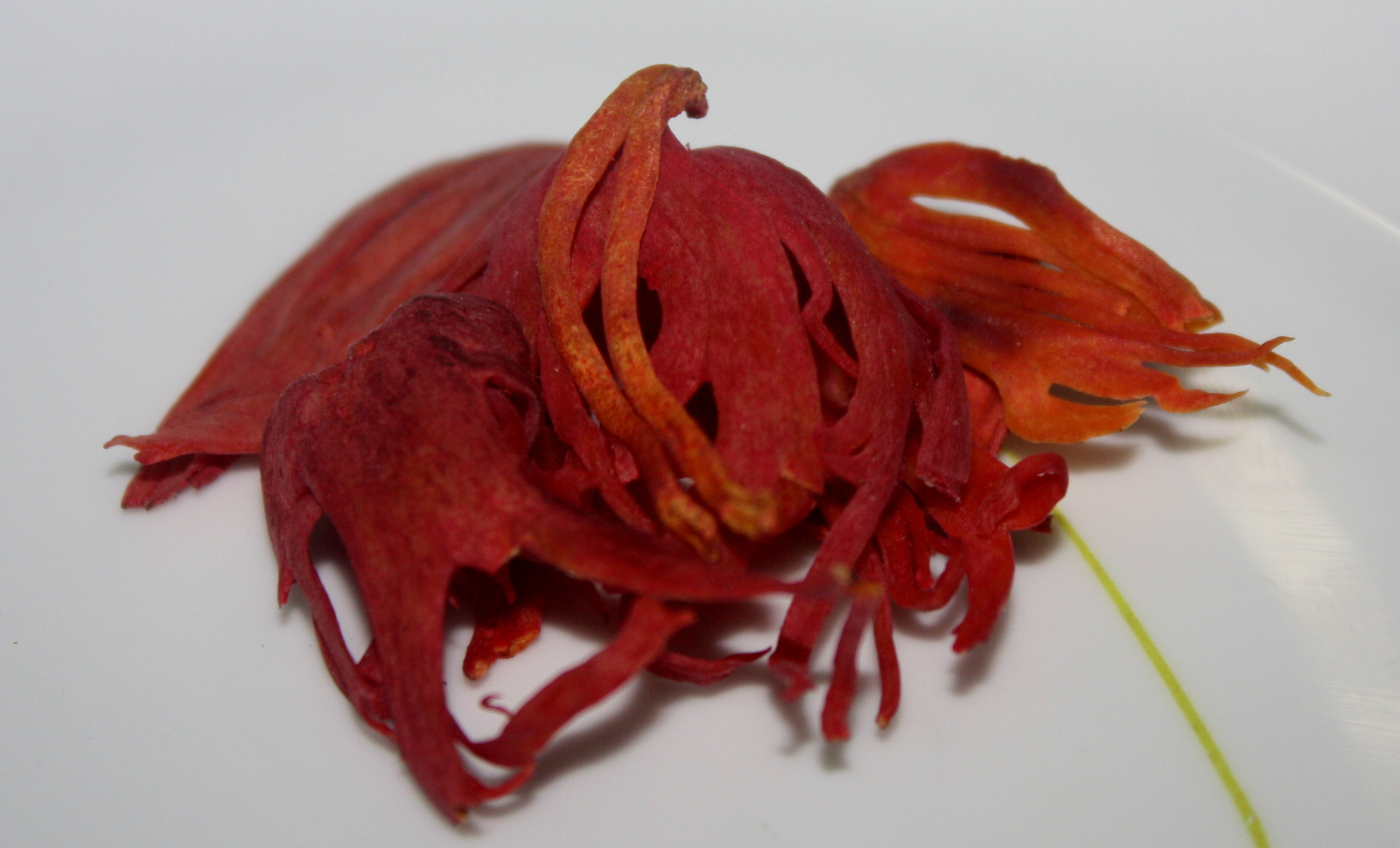
"Muskotblomma" (fröhyllet runt nöten), som blir kryddan muskot.
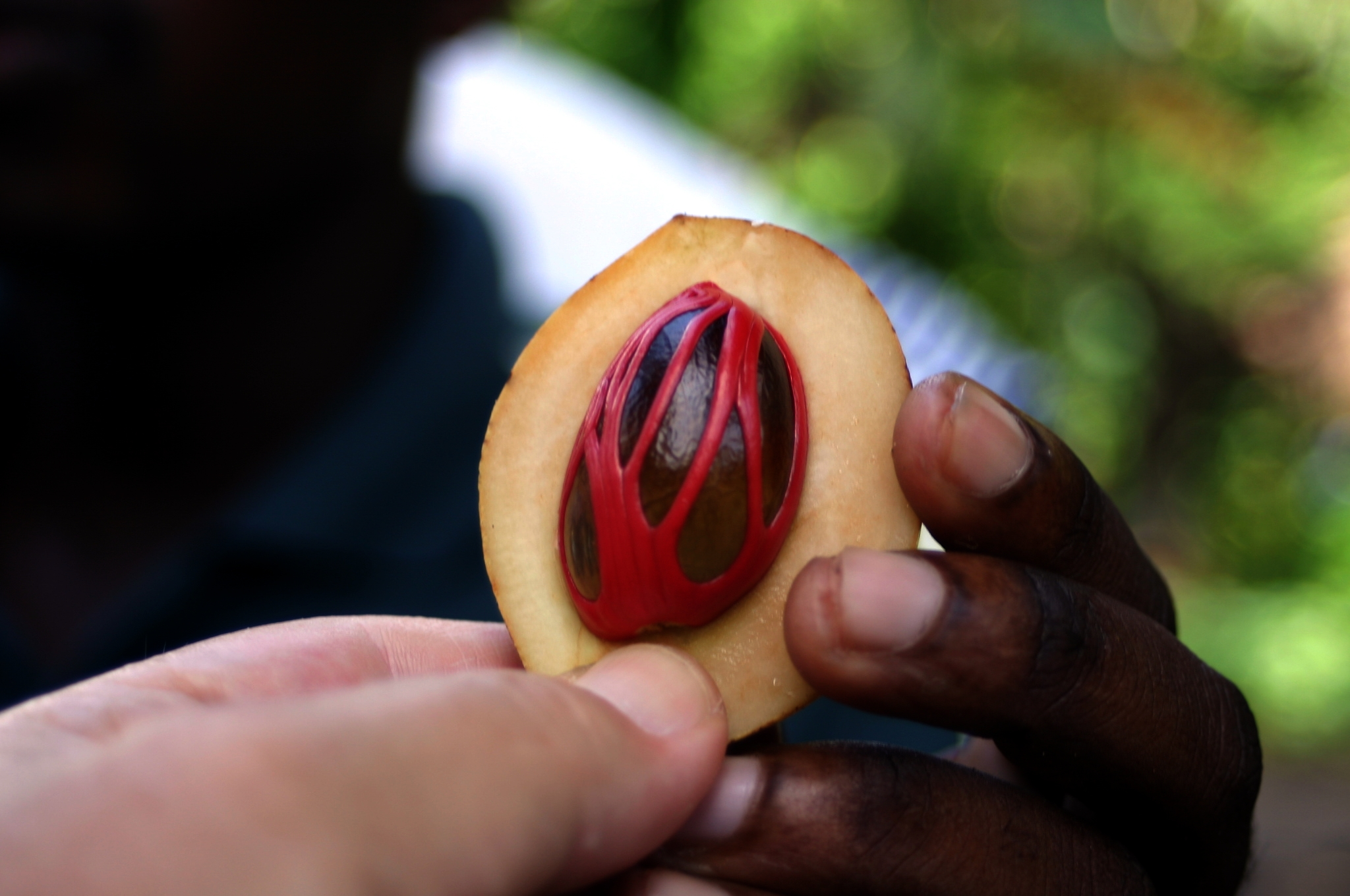
Delad frukt med fröhyllet runt nöten innerst.